# Euxoa cinereomacula
Euxoa cinereomacula är en fjärilsart som beskrevs av Morrison 1874. Euxoa cinereomacula ingår i släktet Euxoa och familjen nattflyn. Inga underarter finns listade i Catalogue of Life.